# New Braunfels, Texas
New Braunfels là một thành phố thuộc quận Comal, tiểu bang Texas, Hoa Kỳ. Năm 2010, dân số của xã này là 57740 người.

## Dân số
- Dân số năm 2000: 36494 người.
- Dân số năm 2010: 57740 người.